# Tsushima-ben
Cette page contient des caractères spéciaux ou non latins. S’ils s’affichent mal (▯, ?, etc.), consultez la page d’aide Unicode.
Le dialecte de Tsushima (対馬弁, Tsushima-ben) est incompréhensible par les Japonais sauf peut-être par les locuteurs des dialectes de Kyūshū.

## Particularités grammaticales
- En Tsushima-ben, la particule は (wa) devient ち (chi).
- La copule だ / です (da / desu) devient や (ya).

## Vocabulaire
|                      | Japonais standard                 | Tsushima-ben                     |
| -------------------- | --------------------------------- | -------------------------------- |
| Merci                | Arigatō (有り難う)                | Rigacho (りがちょ)               |
| Se sentir malade     | Kibun ga warui (きぶん が わるい) | Anbe ga warui (あんべ が わるい) |
| Bien, bon (adjectif) | Iiyo (いいよ)                     | Iibai (いいばい)                 |
| Je                   | Watashi (わたし)                  | Ndo (んど)                       |
| Tu                   | Omae ou anata (おまえ、あなた)    | Oshi (おし)                      |
| Toi                  | Omae (お前)                       | Osha (おしゃ)                    |
| Ici                  | Koko (此処)                       | Koke (こけ)                      |
| Sans intérêt         | Saenai (さえない)                 | Saen (さえん)                    |
| Stupide              | Baka (馬鹿)                       | Dari (だり)                      |
| Aller bien           | Doumonai (どうもない)             | Dogeemonai (どげえもない)        |
| Quoi ?               | Nante ? (なんて?)                 | Nanchi ? (なんち?)               |
| Beaucoup, plein de   | Takusan (沢山), Ippai (一杯)      | Yasukaran (やすからん)           |
| Je ne comprends pas  | Wakaranaiyo (わからないよ)        | Wakarancha (わからんちゃ)        |
| Arrête ça            | Dame (だめ)                       | Waya (わや)                      |

## Mots empruntés aucoréen

### Tableau comparatif
| Dialecte de Tsushima      | Mot originel coréen         | Japonais standard | Signification                                                          |
| ------------------------- | --------------------------- | ----------------- | ---------------------------------------------------------------------- |
| トーマンカッタ Tōmankatta | 도망(逃亡)갔다 Domang gatta | 夜逃げ Yonige     | Fuite nocturne (en coréen, domang gatta signifie en fait « s'enfuir ») |